# جبورندي ريدلياني
جبورندي ريدلياني (الاسم العلمي:Pilocarpus riedelianus) هو نوع من النباتات يتبع جنس الجبورندي من الفصيلة السذابية.